# Reprezentacja Szkocji w ice speedwayu
Reprezentacja Szkocji w ice speedwayu – nieistniejąca drużyna w wyścigach motocyklowych na lodzie reprezentująca Szkocję w sportowych imprezach międzynarodowych. Za jej funkcjonowanie odpowiedzialny był Scottish Auto Cycle Union (SACU).
W latach 1966–1973 w rozgrywkach o indywidualnych mistrzostwach świata zawodnicy ze Szkocji startowali w reprezentacji Wielkiej Brytanii (de facto Wspólnoty Narodów).
W latach 70. XX wieku przez kilka lat w indywidualnych mistrzostwach świata reprezentacja Szkocji startowała obok reprezentacji Anglii, za której funkcjonowanie odpowiedzialny był Auto-Cycle Union (ACU). Wcześniej zawodnicy obu reprezentacji współtworzyli reprezentację Wielkiej Brytanii (również zarządzana przez ACU). Od lat 80. na skutek decyzji FIM szkoccy zawodnicy nie występują już w zawodach mistrzostw świata jako reprezentacja Szkocji, a na arenie międzynarodowej funkcjonuje wyłącznie zarządzana przez ACU reprezentacja Wielkiej Brytanii.

## Historia
Pierwszym szkockim żużlowcem występującym w lodowej odmianie sportu żużlowego był Andrew Ross, wystąpił on w półfinale indywidualnych mistrzostw świata w 1968 i był finalistą dwóch kolejnych edycji, (Inzell 1969 – XII miejsce, Nässjö 1970 – VII miejsce). Zawodnik reprezentował wówczas Wielką Brytanię.
Jedyny raz Szkocja była reprezentowana w eliminacjach indywidualnych mistrzostwach świata 1975. W rundzie kwalifikacyjnej rozgrywanej w zachodnioniemieckim Inzell wystąpił Bobby Beaton. Z 2 punktami zajął on 15. miejsce i nie uzyskał awansu do półfinałów.